# Саксакюла
Са́ксакюла (ест. Saksaküla) — село в Естонії, у волості Мулґі повіту Вільяндімаа.

## Населення
Чисельність населення на 31 грудня 2011 року становила 25 осіб.

## Історія
З 11 липня 1991 до 24 жовтня 2017 року село входило до складу волості Галлісте.